# Nolinsk
Nolinsk (russisch Нолинск) ist eine kleine Stadt mit 9554 Einwohnern (Stand 14. Oktober 2010) und Zentrum des gleichnamigen Rajons (Landkreises) in der Oblast Kirow in Russland.

## Lage
Nolinsk befindet sich 143 km südlich der Gebietshauptstadt Kirow am rechten Ufer der Woja, eines Zuflusses der Wjatka, und im Vorland des Uralgebirges. Die nächstgelegenen Städte sind Urschum (48 km südlich von Nolinsk) und Sowetsk (58 km westlich).

## Geschichte
Nolinsk wurde 1668 als Nikolski pogost (Никольский погост) gegründet. Dieser Name bedeutete wörtlich „Nikolaus-Kirchhof“ und stammte von der Sankt-Nikolaus-Kirche  ab, die zu jener Zeit dort bestand und seit 1612 dem Mariä-Himmelfahrts-Kloster zu Wjatka gehörte. Später hatte sich für den Ort der Name Noli (Ноли) eingebürgert, der vom Flüsschen Nolja abgeleitet worden war.
Nach der staatlich angeordneten Enteignung russischer Klöster kam die Ortschaft 1764 in den Staatsbesitz und erhielt 1780 die Stadtrechte und den Namen Nolinsk. Aus dem Jahr 1781 stammt das Stadtwappen von Nolinsk. 1823 und 1865 wurde die Stadt von verheerenden Feuerbrünsten heimgesucht und musste danach zu großen Teilen neu erbaut werden.
Zur Jahrhundertwende war Nolinsk als Verbannungsort für politisch Verurteilte bekannt. Der wohl bekannteste Verbannte, der in Nolinsk lebte, war der Revolutionär und spätere Geheimdienstfunktionär Felix Dserschinski von August bis Dezember 1898.
Von 1940 bis 1957 hieß Nolinsk Molotowsk (Молотовск), benannt nach dem ehemaligen sowjetischen Außenminister und Stalin-Vertrauten Wjatscheslaw Molotow, der aus der Wjatka-Gegend stammte. Mit der Entstalinisierung erhielt es seinen historischen Namen wieder zurück.

### Bevölkerungsentwicklung
| Jahr | Einwohner |
| ---- | --------- |
| 1897 | 4.764     |
| 1926 | 5.517     |
| 1939 | 8.478     |
| 1959 | 10.326    |
| 1970 | 11.391    |
| 1979 | 11.637    |
| 1989 | 10.902    |
| 2002 | 10.463    |
| 2010 | 9.554     |

Anmerkung: Volkszählungsdaten

## Wirtschaft
Bedeutende Wirtschaftszweige sind das Souvenirhandwerk, die Landwirtschaft und die Nahrungsmittelindustrie. Nolinsk ist auch ein beliebtes Wintersportzentrum.

## Söhne und Töchter der Stadt
- Nikolai Kurnakow (1860–1941), Chemiker
- German Malandin (1894–1961), Armeegeneral
- Ljubow Ljadowa (* 1952), Skilangläuferin
- Alena Kaluhina (* 1972), russisch-belarussische Skilangläuferin